# Pandėlys

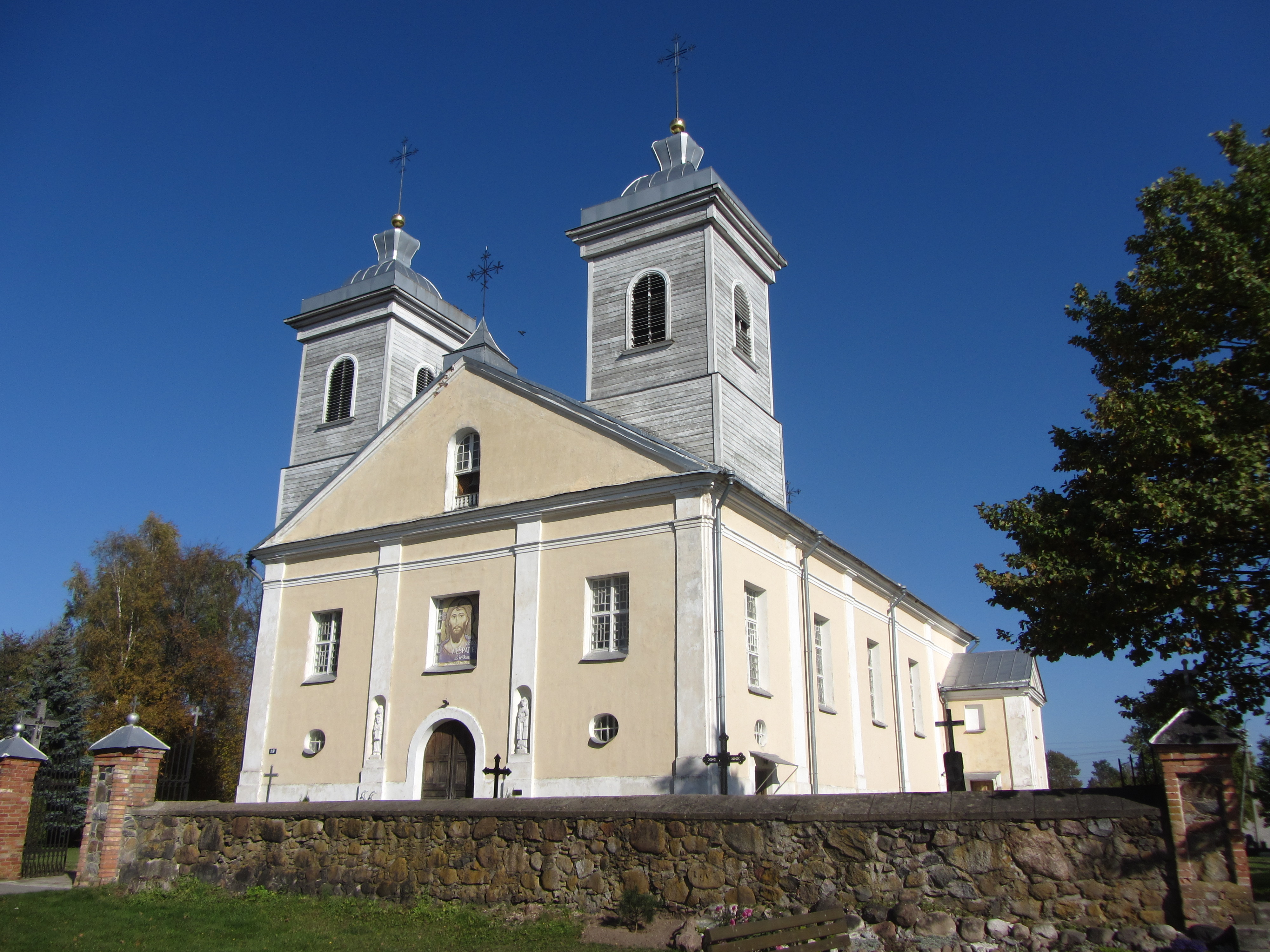
Katholische Kirche

Pandėlys ist eine Stadt in der Rajongemeinde Rokiškis, Bezirk Panevėžys in Litauen und Zentrum des Amtsbezirks Pandėlys, gelegen an der Apaščia 26 Kilometer westlich von Rokiškis. Es gibt ein Gymnasium, ein Krankenhaus, eine Bibliothek (seit 1937) und ein Postamt. 1591 wurde Pandėlys erstmals urkundlich erwähnt. 1997 wurde das Wappen bestätigt. Die aktuelle Postleitzahl ist LT-42369
Die katholische Kirche der Jungfrau Maria in Pandėlys wurde 1801 im klassizistischen Stil erbaut.

## Personen
- Vytautas Aleksandras Cinauskas (1930–2005), Politiker
- Almantas Blažys (* 1964), Politiker
- Albertas Vesčiūnas (1921–1976), Maler und Graphiker

## Partnerschaft
Partnergemeinde von Pandėlys ist die deutsche Gemeinde Estenfeld in Bayern.